# Slzní kost
Slzní kost (latinsky: os lacrimale) je párová lebeční kost nacházející se na vnitřní straně očnic. Je doložena již u čelistnatých ryb a je tedy trvalou součástí tělního plánu v lebečním plánu obratlovců.

## Anatomie lidské slzní kosti
U člověka je slzní kost velmi drobný plochý útvar přibližně čtverhranného tvaru. Kraniálně se dotýká čelní kosti, ventrálně a kaudálně s horní čelistí a dorzálně s lamina orbitalis čichové kosti. Částí svého povrchu směřuje do dutiny nosní, druhou plochou se otevírá do dutiny očnice. Tam se nachází oblá vertikální brázda, která se ve své spodní části rozšiřuje v jámu pro slzní vak. Z tohoto váčku vychází skrz kost slzní kanálek až do dutiny nosní. Tímto kanálkem vede slzovod, jenž odvádí slzy do nosní dutiny.
Byla popsána řada abnormalit lidské slzní kosti. Někdy může zcela chybět nebo je jenom zakrnělá. Nosní kanálek se následkem toho musí někdy vytvořit přímo v kosti horní čelisti. V jiných případech je nalézána další drobná kůstka, os lacrimale accessorium, a to v oblasti před vlastní slzní kostí.

## Galerie

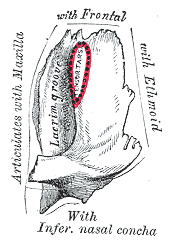
Slzní kost
Vizualizace slzní kosti na lebce